# Lanzendorf (Gemeinde Mistelbach)
Lanzendorf ist eine Ortschaft und eine Katastralgemeinde der Gemeinde Mistelbach im Bezirk Mistelbach in Niederösterreich. Die Ortschaft hat 793 Einwohner (Stand 1. Jänner 2024).

## Geografie
Das  Dorf befindet sich südlich von Mistelbach an der gegenüberliegenden Seite der Zaya und ist von der Mistelbacher Straße gut erreichbar.

## Geschichte
Nicht auszuschließen ist eine Ortsgründung durch die südlich von Wien ansässigen Herren von Lanzendorf. Im Jahr 1392 wurde Hansen Schauerbeckh als Besitzer des Dorfes genannt, der ihn an Johann von Liechtenstein verkaufte. Nach Franz Xaver Schweickhardt wohnten hier mittelmäßig bestiftete Landbauern und alle nötigen Handwerker, um Ackerbau und Weinbau zu betreiben.
Laut Adressbuch von Österreich waren im Jahr 1938 in der Ortsgemeinde Lanzendorf ein Bäcker, ein Gastwirt, ein Gemischtwarenhändler, ein Landesproduktehändler, zwei Mühlen, ein Schmied, ein Schuster, ein Tischler und ein Landwirt mit Ab-Hof-Verkauf ansässig. Außerdem gab es ein Elektrizitätswerk.
Zum 1. Jänner 1967 wurden mit der NÖ. Kommunalstrukturverbesserung die Gemeinden Lanzendorf und Ebendorf mit der Gemeinde Mistelbach an der Zaya fusioniert.